# Max Hackelsperger
Max Hackelsperger (* 29. August 1904 in Straubing; † 11. August 1991 in München) war ein deutscher Bibliothekar.

## Werdegang
Hackelsperger studierte Geschichte, Germanistik, Geographie, Philosophie und Pädagogik und promovierte nach seinem Staatsexamen 1930 im Jahre 1932 an der Universität München. 1931 trat er als Bibliotheksreferendar an der Bayerischen Staatsbibliothek in die Ausbildung für den höheren Bibliotheksdienst ein und legte ein Jahr später die Fachprüfung hierfür ab. Set 1932 war er zunächst als Bibliothekar an der Universitätsbibliothek Würzburg tätig, nach 1937 an der Bayerischen Staatsbibliothek bzw. an der Universitätsbibliothek München. Zum 16. Juli 1952 wurde er zum Direktor der Universitätsbibliothek Würzburg ernannt. Mit Wirkung vom 1. April 1959 kehrte er nach München zurück und baute bis zum Eintritt in den Ruhestand im Jahr 1967 die Universitätsbibliothek auf.
Er war seit 1926 Mitglied der katholischen Studentenverbindung KDStV Aenania München im CV.
Sein Grab befindet sich auf dem Münchner Nordfriedhof (Grab 53-9-2).

## Schriften
- Bibel und mittelalterlicher Reichsgedanke. Studien und Beiträge zum Gebrauch der Bibel im Streit zwischen Kaisertum und Papsttum zur Zeit der Salier. Dissertation Universität München 1934.
- Bericht über die Austauschbibliothek und den wissenschaftlichen Schriftenaustausch (1956). In: Mainfränkisches Jahrbuch für Geschichte und Kunst, Bd. 8 (1956), S. 360–365.
- Die Bibliothek und der Schriftenaustausch (1958). In: Mainfränkisches Jahrbuch für Geschichte und Kunst, Bd. 10 (1958), S. 326–329.